# روزي فلينر
روزي فلينر (بالإنجليزية: Rosie Fellner)‏ هي منتجة أفلام وممثلة أيرلندية، ولدت في 1978 في جمهورية أيرلندا.

## أعمال

### أفلام
- (2014) وجه ملاك[4]
- (2015) سرقة

## وصلات خارجية
- روزي فلينر على موقع IMDb (الإنجليزية)
- روزي فلينر على موقع ألو سيني (الفرنسية)
- روزي فلينر على موقع أول موفي (الإنجليزية)
- روزي فلينر على موقع قاعدة بيانات الفيلم (الإنجليزية)
- روزي فلينر على موقع كينوبويسك (الروسية)